# Valdocco

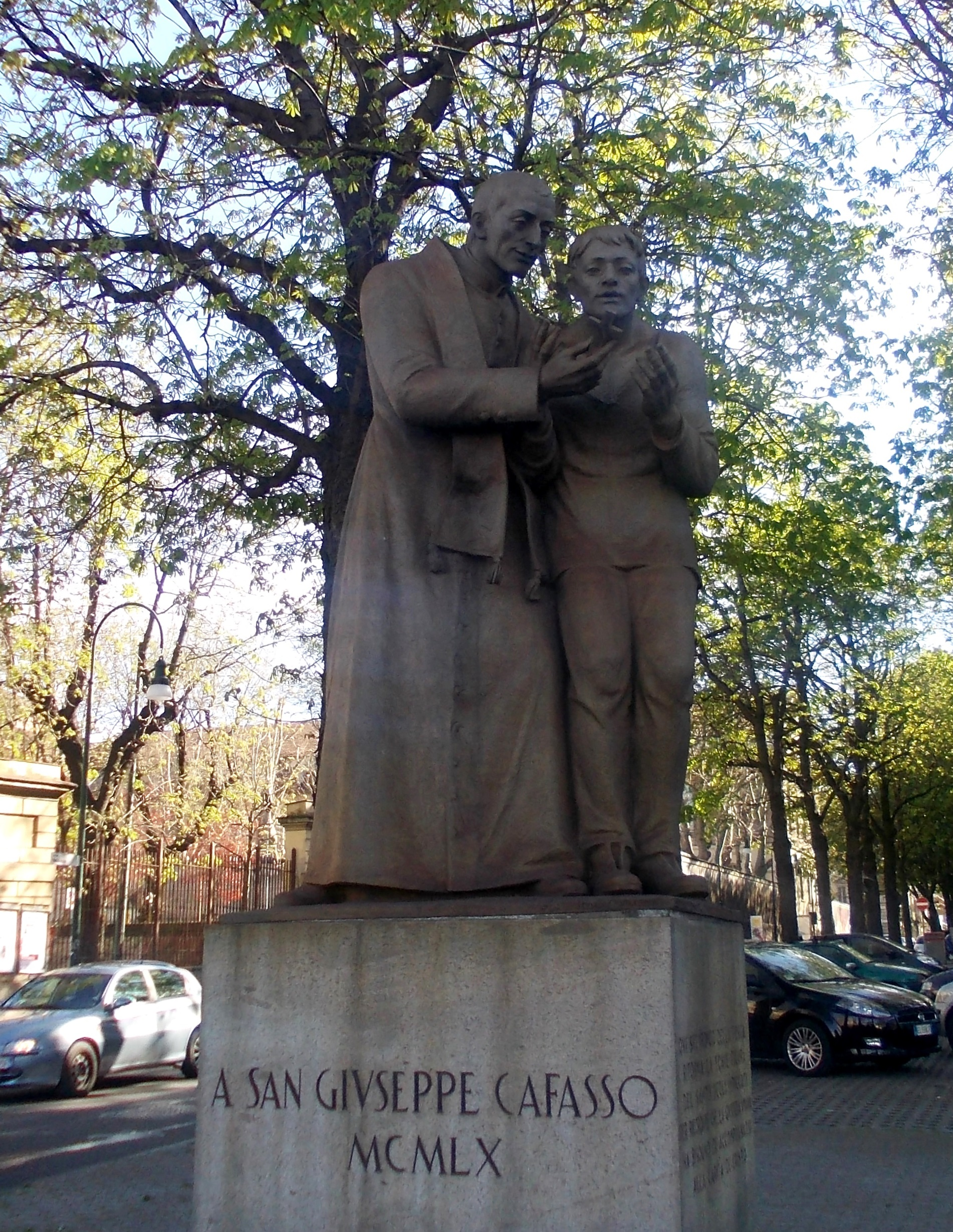
Monument to San Giuseppe Cafasso in Turin, Italy

Valdocco is een historische wijk van de stad Turijn, Italië.

## Geschiedenis
Volgens de overlevering zou het toponiem Valdocco afgeleid zijn van het Latijnse vallis occisorum, omdat in dit gebied doodvonnissen werden voltrokken. Andere en eenvoudigere hypothesen zouden het toponiem herleiden naar vallis occidentalis (in het westen, in feite van Turijn) of occitanis, met verwijzing naar de nabijgelegen Occitaanse valleien. Het is niet duidelijk of het betreffende gebied al werd gebruikt voor executies ten tijde van de kolonie van de oude Romeinen, maar vast staat dat het diende als begraafplaats.
In recentere tijden, en wel van 1821 tot 1835, vonden de terechtstellingen (door ophanging) in dit gebied plaats op het huidige plein van de Via Carlo Ignazio Giulio, terwijl ze van 1835 tot 1852 werden voltrokken daar waar de Corso Valdocco een klein plein vormt met de Via Cigna en de Corso Regina Margherita. In de loop der jaren kreeg het plein in de volksmond de naam Rondò ‘dla Forca. Op hun weg naar de galg werden de ter doodveroordeelden vaak begeleid door een priester van de Broederschap van Barmhartigheid. Ter herinnering aan die gebeurtenissen op deze plek aan het begin van de Corso Valdocco, beeldt een monument op de rotonde de H. Giuseppe Cafasso uit, bijgenaamd “de priester van de galg", bezig met het troosten van een veroordeelde. Dit monument kwam er in 1961, op de vurige wens van alle gevangenen van Italië. Het betreft een werk van de beeldhouwer Virgilio Audagna. Andere bronnen zoeken de herkomst van de naam Valdocco in het oud-germaans, ontleend aan de wortel wald (hout of, meer letterlijk, gualdo). Net als in de aangrenzende wijk Vanchiglia vormde het steile terrein naar de rivier de Dora een laagland dat rijk was aan drassig struikgewas, een natuurlijk landschap dat in stand bleef totdat het gebied in de 19e eeuw verstedelijkte. In de jaren vijftig van de twintigste eeuw heeft de vestiging van migranten zijn stempel gedrukt op de wijk, maar het typische aanzien van arbeiderswijk is behouden gebleven.

### Salesianen van Don Bosco
In de loop der tijd werd Valdocco bekend door de oprichting en de huidige aanwezigheid van het moederhuis van de religieuze congregatie van de salesianen van Don Bosco. In deze wijk begon de priester Giovanni Bosco, die later heilig verklaard zou worden door de katholieke kerk, in de schuur van Pinardi zijn werk ten gunste van de straatjongens uit de buurt. Hier ook liet Don Bosco de indrukwekkende Basiliek Maria Hulp der Christenen bouwen, die in 1868 gereed kwam.

## Bezienswaardigheden
- Basiliek Maria Hulp der Christenen
- Hoofdkwartier van de Salesianen van Don Bosco
- Basiliek Santuario della Consolata.